# Tomé
Tomé és una ciutat de Xile de la regió del Bío-Bío. Amb 54.946 persones, la comuna té una superfície de 494.5 km² (datació del cens de 2017). Va ser fundada el 1544.